# Big Thief
I Big Thief sono un gruppo musicale indie folk statunitense, formatosi a Brooklyn nel 2015 e composto da Adrianne Lenker, Buck Meek, Max Oleartchik e James Krivchenia.

## Storia
Il primo album in studio dei Big Thief, intitolato Masterpiece, è stato pubblicato nel 2016, seguito da Capacity un anno dopo, che è stato accolto molto calorosamente da parte della critica specializzata. È apparso in molte liste di fine anno stilate da pubblicazioni e riviste, tra cui al primo posto in quella di NPR. Nel 2019 il gruppo ha pubblicato due dischi, U.F.O.F. e Two Hands, entrambi entrati in numerose classifiche nazionali: il primo ha raggiunto la 142ª posizione nella Billboard 200, l'81ª nella Irish Albums Chart e la 41ª nella Official Albums Chart, il secondo invece si è piazzato in 113ª, 78ª e 34ª posizione nelle medesime classifiche. U.F.O.F. è stato acclamato dalla critica ed è stato candidato ad un Grammy Awards 2020, nella categoria Miglior album di musica alternativa. Ai Grammy Awards 2021 hanno ricevuto due candidature, entrambe per il singolo Not, nelle categorie riguardanti la miglior interpretazione rock e la miglior canzone rock.
Nel febbraio 2022 è stato pubblicato il quinto disco Dragon New Warm Mountain I Believe in You, che ha segnato il miglior piazzamento della band nelle principali classifiche internazionali. Il lavoro regala alla band altre due candidature ai Grammy Awards 2023. Il 12 luglio 2024 il bassista israeliano Max Oleartchik esce dal gruppo per motivi interpersonali non meglio specificati.

## Formazione
- Adrianne Lenker – voce, chitarra
- Buck Meek – chitarra, cori
- James Krivchenia – batteria

### Ex componenti
- Jason Burger – batteria
- Max Oleartchik – basso (2015-2024)

## Discografia

### Album in studio
- 2016 – Masterpiece
- 2017 – Capacity
- 2019 – U.F.O.F.
- 2019 – Two Hands
- 2022 - Dragon New Warm Mountain I Believe In You

### Singoli
- 2016 – Dandelion
- 2016 – Masterpiece
- 2016 – Real Love
- 2016 – Paul
- 2017 – Mythological Beauty
- 2017 – Shark Smile
- 2017 – Haley
- 2019 – U.F.O.F.
- 2019 – Cattails
- 2019 – Century
- 2019 – Not
- 2019 – Forgotten Eyes
- 2020 – Love in Mine
- 2023 – Vampire Empire
- 2023 - Born For Loving You
- 2025 - Incomprehensible